# کوره مقاومت الکتریکی

انیمیشنی از فرایند شکل‌دهی پلاستیک که در آن از گرمای ایجاد شده به دلیل مقاومت الکتریکی در صفحات حرارتی برای حرارت دادن پلاستیک استفاده می‌شود

کوره مقاومت الکتریکی یا کوره مقاومتی {به انگلیسی: electric resistance furnace} یکی از انواع کوره است که با انرژی الکتریکی کار می‌کند. در این نوع از کوره، گرما با عبور جریان از مواد با مقاومت الکتریکی بالا ایجاد می‌شود. گاهی این مقاومت‌ها به شکل المنت‌هایی در اطراف قطعه مورد نظر قرار می‌گیرند و گاهی نیز، خود قطعه نقش مقاومت را ایفا می‌کند و دمایش با عبور جریان، افزایش می‌یابد. از کوره‌های مقاومت الکتریکی، به‌طور گسترده در عملیات‌های حرارتی، خشک کردن، ذوب کردن، شکل‌دهی، گرمایش خانگی و… استفاده می‌شود.

## ویژگی‌ها

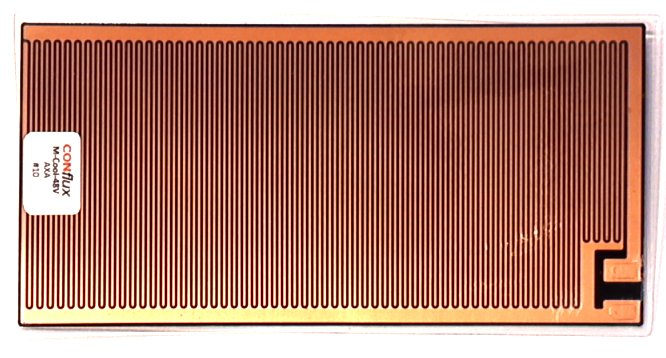
تصویری از یک صفحه حرارتی که با عبور جریان الکتریکی تولید گرما می‌کند و در کوره‌های مقاومت الکتریکی از آن استفاده می‌شود

کوره‌های مقاومتی به دلیل مزایای زیادی که دارند، بسیار مورد استفاده قرار می‌گیرند.

### قابلیت ایجاد دمای بالا و دقیق
کنترل دما در این کوره‌ها بسیار دقیق‌تر از سایر کوره‌هایی است که با انرژی حاصل از سوخت‌های فسیلی کار می‌کنند. این کوره‌ها می‌توانند هر دمایی تا ۳۰۰۰ درجه سانتی‌گراد را با دقت بالایی فراهم کنند. با قرار دادن یکنواخت المنت‌های گرمایشی بر روی دیواره کوره و ایجاد گردش هوای مناسب در محفظه کوره، می‌توان مواد را به‌طور کاملاً یکنواخت حرارت داد.

### اتلاف کم انرژی و بازدهی بالا
گرمایش با مقاومت الکتریکی، بازدهی ۱۰۰٪ دارد، به این معنا که تمام انرژی الکتریکی به انرژی گرمایی تبدیل می‌شود. همین موضوع سبب اتلاف کمتر انرژی می‌شود.

### کاهش اکسیداسیون و واکنش‌های مخرب شیمیایی
یکی از مهم‌ترین مزیت این کوره‌ها، به حداقل رساندن اکسیداسیون و واکنش‌های مخرب شیمیایی طی فرایند حرارت دهی است. دلیل این موضوع، امکان خلأ کردن فضای داخل کوره یا ایجاد اتمسفر خنثی در داخل آن است. همچنین عدم نیاز به احتراق یکی دیگر از مزایای کوره‌های مقاومتی است.

### قابلیت اتوماسیون
این کوره‌ها قابلیت اتوماسیون بالایی دارند و این باعث کاهش نیاز به نیروی انسانی می‌شود.

### هزینه بالا
به دلیل تلفات زیاد انرژی در فرایند تولید و انتقال انرژی الکتریکی، گرمای حاصل از انرژی الکتریکی گران‌تر از گرمای حاصل از سوخت‌های فسیلی مانند گاز طبیعی و پروپان است.

## انواع
کوره‌های مقاومت الکتریکی به دو دسته تقسیم‌بندی می‌شوند: ۱-غیر مستقیم ۲-مستقیم

### کوره غیر مستقیم
اکثر کوره‌های مقاومتی از نوع غیر مستقیم هستند. این نوع کوره‌ها دارای یک محفظه هستند که معمولاً از آجرهای نسوز و عایق‌های حرارتی ساخته می‌شود و قطعه‌ای که می‌خواهد حرارت داده شود، در این محفظه قرار می‌گیرد. در این نوع کوره، گرما به وسیله صفحات یا المنت‌های حرارتی ایجاد می‌شود و از طریق اشعه‌های الکترو مغناطیسی، به قطعه مورد نظر منتقل می‌شود.

### کوره مستقیم
نوع دیگر کوره‌های مقاومتی، کوره‌های مستقیم هستند. در این کوره، جریان الکتریکی به‌طور مستقیم از خود قطعه می‌گذرد و دمای قطعه به علت مقاومتی که دارد، بالا می‌رود. نکته مهم در مورد این کوره این است که با آن فقط می‌توان قطعات رسانا را حرارت داد. این کوره سرغت بسیار بالایی دارد و می‌تواند در چند ثانیه، فلزی را ذوب کند.
کوره‌ها تقسیم‌بندی دیگری نیز دارند که فقط مختص به کوره مقاومت الکتریکی نیست. این تقسیم‌بندی، کوره‌ها را در دو گروه کوره‌های پیوسته و ناپیوسته جای می‌دهد.

### کوره پیوسته
ویزگی کوره‌های پیوسته این است که به صورت پیوسته کار می‌کنند و متوقف نمی‌شوند. به این شکل که قطعات از یک طرف وارد کوره و از طرف دیگر، خارج می‌شوند. این نوع از کوره‌ها، بسیار اتوماتیک و سریع هستند و با کمترین دخالت انسان کار می‌کنند. کوره‌های پیوسته، به علت هزینه زیادی که دارند، تنها برای فرایندهایی با تیراژ بالا مقرون به صرفه اند.

### کوره ناپیوسته
تفاوتی که این نوع کوره‌ها با کوره‌های پیوسته دارد، این است که این کوره بعد از هر عملیات، متوقف می‌شوند و بعد از خارج کردن قطعات حرارت داده شده و وارد کردن قطعات بعدی، دوباره شروع به کار می‌کنند. این کوره‌ها معمولاً نیاز به نیروی انسانی بیشتری نسبت به کوره‌های پیوسته دارند. سرعت کوره‌های ناپیوسته به علت توقف بعد از هر عملیات، کمتر از نوع دیگر است و همچنین به علت اتوماسیون کمتر، ارزان‌تر هستند.

## طرز کار

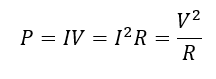
رابطه توان (انرژی بر واحد زمان)

مواد رسانا، با عبور جریان الکتریکی، انرژی آزاد می‌کنند. مقدار این انرژی، با مقاومت ماده رابطه دارد.